# Eladio Vélez
Eladio Vélez, né le 22 septembre 1897 à Itagüí (Antioquia) et mort le 24 juillet 1967 à Medellín (Antioquia), est un peintre et sculpteur colombien.

## Biographie
Eladio Vélez, né le 22 septembre 1897 à Itagüí dans le département d'Antioquia, a pour parents Sixto Vélez Arango et Rosa Vélez Saldarriaga. Il grandit à Itagüí et vivra également quelque temps dans la petite ville voisine de Salgar. Dès 1912, il entame sa carrière d'artiste comme dessinateur caricaturiste dans le journal satirique El Bateo de Medellín. De 1913 à 1916, il intègre l'école des Beaux-Arts de Medellín. En 1916, il publie des caricatures dans La Semana, le supplément littéraire d'El Espectador.
De 1918 à 1923, il travaille comme modeleur et sculpteur dans l'atelier de Rómulo Carvajal. Il participe à ses premières expositions  et continue à publier des dessins dans différentes revues. Il part en 1924 pour Bogota où il participera, dès la même année, à l'Exposition rebelle du Centre des Beaux-Arts, en réaction à l'art académique exposé habituellement en ce lieu.
En février 1927, Eladio Veldéz s'embarque pour l'Europe. Il passera par Paris puis visitera l'Italie. Il organise en 1928 à Rome la première exposition d'artistes sud-américains. Il y présente 21 tableaux. En avril 1929, il s'établit à Paris (au 12, rue de la Harpe), devient l'assistant de son compatriote sculpteur Marco Tobón Mejía et sera admis à participer en 1930 au Salon des artistes français. Il quitte Paris en mai 1931 et est de retour en Colombie dès le mois de juin.
Eladio Vélez devient directeur de l'école des Beaux-Arts de Medellín en février 1933, et le restera jusqu'en décembre 1942. Durant cette période, il produira beaucoup et sera beaucoup exposé, nombre de ses œuvres intégrant alors les collections des musées régionaux ou nationaux. Il se marie en 1938 avec Inés Jaramillo Vieira. Pour des raisons budgétaires, son poste de directeur est suspendu en 1943. Eladio Vélez ne conserve alors que son maigre salaire de professeur de peinture. Il prend définitivement sa retraite en novembre 1944. Il continue néanmoins à produire et participe encore à de nombreuses expositions jusqu'à sa mort en 1967.
Son fils, Alejandro Vélez Jaramillo, est assassiné par les FARC le 30 août 2000 à Argelia, ville où il exerçait en tant que juge.

## Œuvres

### Peintures
- 1918 : Retrato de niña, aquarelle sur papier, 22 × 16 cm
- 1919 : Arboleda, aquarelle sur papier, 26 × 35 cm
- 1919 : Iglesia metropolitana, aquarelle sur papier, 23 × 17 cm
- 1926 : Paisaje, aquarelle sur papier, 34 × 24 cm
- 1927 : Autoportrait, huile sur toile, 100 × 70 cm
- 1927 : Maria Batiste et Germana Gomez, huile sur toile, 90 × 47 cm
- 1927 : Paisaje en alameda, aquarelle sur papier, 23 × 17 cm
- 1928 : Porte de Florence, huile sur toile, 38 × 28 cm, collection particulière
- 1928 : Synagogue de Florence, huile sur toile, 36,3 × 29 cm
- 1929 : Autoportrait, huile sur toile
- 1929 : Pont, huile sur toile, 42,5 × 33 cm
- 1930 : Portrait d'Octavio Amórtegui, huile sur toile, 96 × 81 cm
- 1931 : Portrait de Marco Tobón Mejía
- 1931 : Portrait de Tomás Carrasquilla, huile sur toile, 83 × 67 cm
- 1931 : Portrait de Tomás Carrasquilla, huile sur toile, 78 × 62,5 cm, Musée d'Antioquia (Medellín)
- 1931 : Le sculpteur Marco Tobón Mejía, huile sur toile, 80 × 60 cm
- 1935 : Portait de la mère du maestro Eladio Véléz, huile sur toile, 90 × 74 cm
- 1935 : La mère de l'artiste, huile sur toile, 86 × 72 cm, Musée d'Antioquia (Medellín)
- 1938 : La planchadora, huile sur toile, 99 × 79 cm, Musée d'Antioquia (Medellín)
- 1940 : Paissaje, huile sur toile, 63 × 75 cm, Musée d'Antioquia (Medellín)
- 1941 : Limones, huile sur toile, Musée El Castillo (Medellín)
- 1942 : Paisaje con arbol, huile sur toile, 53 × 66 cm, collection particulière
- 1947 : Paisaje de Envigado, huile sur toile, 63 × 75 cm, Palacio de la Cultura Rafael Uribe Uribe (Medellín)
- 1947 : Bodegon, huile sur toile, 66 × 56 cm
- 1947 : Derrumbe de Rosellon, huile sur toile, 50 × 63 cm
- 1947 : El Mantel, huile sur toile, 56 × 67 cm, Musée d'Antioquia (Medellín)
- 1950 : Mère Laura Montoya Upegui, huile sur toile
- 1954 : Cortadores de hierba, huile sur toile, 99 × 118 cm
- 1956 : Mère et fils, huile sur toile, 112 × 93 cm, Musée d'Antioquia (Medellín)
- 1961 : Autoportrait, huile sur toile, 63 × 52 cm

### Sculptures
- 1929 : Cabeza de niña